# Blaue Mäuse gibt es nicht
Blaue Mäuse gibt es nicht ist ein Zeichentrickfilm des DEFA-Studios für Trickfilme von Klaus Georgi aus dem Jahr 1958.

## Handlung
Eine Mäusefamilie, bestehend aus den Eltern und zwei Kindern, bereitet sich auf einen Sonntagsspaziergang vor. Nachdem die Mutter schnell noch einmal Ordnung in der Wohnung schaffte, machen sie sich fein für den Ausflug. Ihr Weg führt sie durch eine Regenrinne, bis die Mutter in einem Abflussrohr verschwindet und nur durch einen in der Hand gehaltenen, aufgespannten Sonnenschirm nicht ganz verloren geht. Mit vereinten Kräften des Mannes und der Kinder wird sie wieder an die Oberfläche gezogen. Dann warnt der Vater den Rest der Familie, nie die elektrische Leitung über ihnen zu berühren, da das sehr gefährlich ist. Dabei bekommt er aber selbst mit seinem Gehstock einen Kontakt und wird dadurch, wie eine Straßenbahn, an das Ende der Dachrinne befördert. Hier befindet sich eine Terrasse, auf der sie es sich gemütlich machen und den mitgebrachten Kuchen essen wollen.
Plötzlich rollt eine Dose von einem noch höher liegenden Dach herunter und daraus steigt eine junge, blaue Maus. Als sie den gedeckten Tisch sieht, bittet sie um ein Stück von dem Kuchen, da sie Hunger hat und es so gut riecht. Der Vater verweigert das aber, da er in der fremden Farbe Gefahr wittert. Der Gast besteht aber darauf, eine Maus zu sein, worauf der Vater antwortet, dass es keine blauen Mäuse gebe, denn alle vernünftigen Mäuse seien grau. Obwohl der Fremdling erklärt, dass das nur Farbe wäre, lässt sich das Familienoberhaupt auf keine Diskussion ein. Doch die beiden Mäusekinder wollen mit der blauen Maus spielen, geben ihr ein Stück von dem Kuchen und verschwinden mit ihr um die Ecke, obwohl es die Eltern noch einmal ausdrücklich verbieten.
In dem höher gelegenen Atelier eines Malers finden die drei jungen Mäuse genug Möglichkeiten zum Spielen. Dabei springen sie in drei verschiedene Farbtöpfe, so dass sie jetzt grün, gelb und rot gefärbt sind. Da die Eltern ihre Kinder suchen, laufen sie ihnen hinterher, können sie aber jetzt nicht mehr als solche erkennen. Nun kippen er und seine Frau mit einer Gießkanne von einem Tisch Wasser über sie aus, so dass die ganze Farbe abgewaschen wird. Da nun alle drei Mäuse grau sind, können die Eltern wiederum nicht erkennen, welche davon ihre beiden Kinder sind. Vor Schreck fallen beide nun vom Tisch und landen in einem blauen Farbtopf. Jetzt müssen sie erkennen, dass es doch blaue Mäuse gibt.

## Produktion
Blaue Mäuse gibt es nicht wurde unter dem Arbeitstitel Die rote Maus auf 35 mm-Material von Agfa-Wolfen gedreht und das erste Mal nachweisbar vom 19. bis 23. Dezember 1958 in den Berliner DEFA-Zeitkinos am Bahnhof Berlin Alexanderplatz und im Bahnhof Berlin Friedrichstraße vorgeführt. Vom Deutschen Fernsehfunk wurde der Film am 5. November 1960 ausgestrahlt.
Die Dramaturgie lag in den Händen von Erhard Mai und die Animation übernahmen Klaus Georgi, Karl Seidel, Evelyn Köhler, Karl-Heinz Hofmann und E. Hofmann.

## Auszeichnungen
- 1960: VII. Internationales Sydney Film Festival: Diplom